# Gaetano Letizia
Gaetano Letizia (Napoli, 29 giugno 1990) è un calciatore italiano, difensore o centrocampista del Pescara.

## Caratteristiche tecniche
È un terzino destro, dotato di una buona corsa individuale e con un'ottima capacità di resistenza fisica: per questo motivo, durante la sua militanza nel Carpi prese il soprannome di Frecciarossa. Duttile tatticamente, può giocare sulla fascia opposta come terzino sinistro, oppure come esterno offensivo su entrambe le fasce, in un centrocampo a cinque. Inoltre, si dimostra abile nelle conclusioni dalla lunga distanza.

## Carriera

### Gli inizi
Cresce a Scampia, iniziando a giocare a calcio ad alti livelli allo stadio comunale di San Vitaliano nella stagione 2007-2008 con il San Vitaliano in Promozione.
Nella stagione 2008-2009 esordisce in Serie D con la maglia del club napoletano del Pianura, con cui scende in campo in 27 partite. Rimane nel Pianura anche nella stagione 2009-2010, sempre in Serie D; nell'occasione gioca tutte e 34 le partite disputate dalla sua squadra e realizza anche una rete, la sua prima in carriera. Nell'estate del 2010 dopo essersi svincolato dal Pianura viene tesserato dall'Aversa Normanna, società di Lega Pro Seconda Divisione; Letizia nella stagione 2010-2011 fa quindi il suo esordio in campionati professionistici con la maglia del club casertano, con cui gioca 27 partite senza mai segnare. Rimane con l'Aversa Normanna anche nella stagione 2011-2012, nella quale gioca 37 partite e realizza una rete, la sua prima in carriera in competizioni professionistiche.

### Carpi
A fine stagione viene acquistato in compartecipazione dal Carpi, club di Lega Pro Prima Divisione. Nel suo primo campionato in biancorosso disputa in totale 32 partite, 28 in campionato e 4 nei play-off, in seguito ai quali il Carpi ottiene la prima promozione in Serie B della sua storia grazie anche ad una sua rete in semifinale contro il Südtirol. Nella stagione 2013-2014 esordisce in Serie B, contribuendo alla salvezza del club emiliano con una rete in 37 presenze; viene riconfermato dal Carpi anche per la stagione 2014-2015, nella quale i Falconi arrivano primi in classifica e ottengono la prima storica promozione in Serie A. Contribuisce con grandi prestazioni e, il 25 ottobre 2014, segna una doppietta nella vittoria in trasferta contro il Pescara per 5-0, la quale consegna alla squadra di Castori il primato in classifica, conservato fino all'ultima giornata. Il 20 gennaio 2015 rinnova con i biancorossi fino al giugno 2019.
Esordisce in Serie A il 23 agosto 2015 allo Stadio Marassi contro la Sampdoria in una sconfitta per 5-2. Segna il primo gol in Serie A il 24 ottobre 2015 in Carpi-Bologna 1-2. A fine stagione il Carpi finisce terzultimo e retrocede nella serie cadetta. Letizia gioca 35 partite su 38.
Nella stagione di Serie B 2016-2017, il terzino napoletano segna 2 gol da distanza impossibile in due partite chiave per i biancorossi: il primo è il parziale 1-0 contro il Verona nell’1-1 del Bentegodi (penultima giornata di ritorno); il secondo, direttamente su calcio di punizione, decide all'86' la Semifinale di ritorno dei Play-off contro il Frosinone dopo lo 0-0 dell'andata. Il Carpi, che stava giocando in nove contro undici, accede in finale e manca il ritorno in Serie A dopo aver perso contro il Benevento (0-0 in Emilia, 1-0 in Campania).
La sua esperienza nel Carpi, iniziata nel 2012, si conclude con 193 presenze divise tra Lega Pro Prima Divisione (32), Serie B (116), Serie A (35) e Coppa Italia (10). Ha segnato 7 gol tra Lega Pro Prima Divisione (1), Serie B (5) e Serie A (1).

### Benevento
Il 7 luglio 2017 viene acquistato, assieme al portiere e compagno di squadra Vid Belec, proprio dal Benevento, con cui firma un contratto triennale. Il 4 aprile 2018 segna il suo primo gol in giallorosso, nel successo per 3-0 contro il Verona. A fine stagione il Benevento retrocede in Serie B.
Il 29 giugno 2020, nel suo terzo anno in giallorosso, Letizia conquista la promozione in Serie A con 7 giornate di anticipo grazie al successo per 1-0 contro la Juve Stabia. Per lui si tratta del secondo campionato di Serie B vinto dopo quello nel 2015 con il Carpi. 
Nella prima partita in Serie A con i giallorossi, alla seconda giornata (a causa del rinvio della prima di campionato contro l'Inter) segna il gol del decisivo 2-3 in casa della Sampdoria. Si ripete dopo qualche giornata contro la Juventus firmando la rete del pareggio 1-1.

### Feralpisalò e Pescara
Il 1º settembre 2023 viene ceduto in prestito alla Feralpisalò. Con i Leoni del Garda raccoglie 23 presenze prima di rientrare ai campani, con i quali risolve il contratto il 29 agosto 2024, chiudendo con 185 presenze e 7 reti complessive.
Il 3 ottobre 2024 fa ritorno alla Feralpisalò, questa volta a titolo definitivo, firmando per due stagioni.
Il 9 gennaio 2025 passa in prestito al Pescara. Il 21 luglio 2025 fa ritorno agli abbruzzesi, questa volta a titolo definitivo.

## Procedimenti giudiziari
Nel novembre del 2023, insieme a Massimo Coda, Francesco Forte e Christian Pastina, viene indagato dalla Procura di Benevento per frode sportiva, scommesse su piattaforme illegali e riciclaggio.
Nel maggio del 2024, è stato ufficialmente deferito al Tribunale Federale Nazionale della FIGC, insieme agli stessi Forte e Pastina e ad Enrico Brignola, per aver violato ripetutamente le norme federali relative alle scommesse su incontri di campionati professionistici nazionali e stranieri, illegali per i calciatori professionisti. Nel luglio seguente, la pubblica accusa federale chiede una squalifica di tre anni e sei mesi per il giocatore. Il 29 luglio viene prosciolto da ogni accusa. Il 10 settembre dello stesso anno la Corte Federale d’Appello conferma il proscioglimento.

## Statistiche

### Presenze e reti nei club
Statistiche aggiornate al 10 agosto 2025.
| Stagione               | Squadra                | Campionato             | Campionato | Campionato | Coppe nazionali | Coppe nazionali | Coppe nazionali | Coppe continentali | Coppe continentali | Coppe continentali | Altre coppe | Altre coppe | Altre coppe | Totale | Totale |
| Stagione               | Squadra                | Comp                   | Pres       | Reti       | Comp            | Pres            | Reti            | Comp               | Pres               | Reti               | Comp        | Pres        | Reti        | Pres   | Reti   |
| ---------------------- | ---------------------- | ---------------------- | ---------- | ---------- | --------------- | --------------- | --------------- | ------------------ | ------------------ | ------------------ | ----------- | ----------- | ----------- | ------ | ------ |
| 2008-2009              | Pianura                | D                      | 27         | 0          | CI-D            | 0               | 0               | -                  | -                  | -                  | -           | -           | -           | 27     | 0      |
| 2009-2010              | Pianura                | D                      | 34+2       | 1          | CI-D            | 1               | 1               | -                  | -                  | -                  | -           | -           | -           | 37     | 2      |
| Totale Pianura         | Totale Pianura         | Totale Pianura         | 61+2       | 1          |                 | 1               | 1               |                    | -                  | -                  |             | -           | -           | 64     | 2      |
| 2010-2011              | Aversa Normanna        | 2D                     | 27         | 0          | CI-LP           | 0               | 0               | -                  | -                  | -                  | -           | -           | -           | 27     | 0      |
| 2011-2012              | Aversa Normanna        | 2D                     | 36         | 1          | CI-LP           | 0               | 0               | -                  | -                  | -                  | -           | -           | -           | 36     | 1      |
| Totale Aversa Normanna | Totale Aversa Normanna | Totale Aversa Normanna | 63         | 1          |                 | 0               | 0               |                    | -                  | -                  |             | -           | -           | 63     | 1      |
| 2012-2013              | Carpi                  | 1D                     | 28+4       | 0+1        | CI              | 3               | 0               | -                  | -                  | -                  | -           | -           | -           | 35     | 1      |
| 2013-2014              | Carpi                  | B                      | 36         | 1          | CI              | 0               | 0               | -                  | -                  | -                  | -           | -           | -           | 36     | 1      |
| 2014-2015              | Carpi                  | B                      | 36         | 2          | CI              | 1               | 0               | -                  | -                  | -                  | -           | -           | -           | 37     | 2      |
| 2015-2016              | Carpi                  | A                      | 35         | 1          | CI              | 4               | 0               | -                  | -                  | -                  | -           | -           | -           | 39     | 1      |
| 2016-2017              | Carpi                  | B                      | 39+5       | 1+1        | CI              | 2               | 0               | -                  | -                  | -                  | -           | -           | -           | 46     | 2      |
| Totale Carpi           | Totale Carpi           | Totale Carpi           | 174+9      | 5+2        |                 | 10              | 0               |                    | -                  | -                  |             | -           | -           | 193    | 7      |
| 2017-2018              | Benevento              | A                      | 29         | 1          | CI              | 1               | 0               | -                  | -                  | -                  | -           | -           | -           | 30     | 1      |
| 2018-2019              | Benevento              | B                      | 29+2       | 1          | CI              | 1               | 0               | -                  | -                  | -                  | -           | -           | -           | 32     | 1      |
| 2019-2020              | Benevento              | B                      | 31         | 1          | CI              | 1               | 0               | -                  | -                  | -                  | -           | -           | -           | 32     | 1      |
| 2020-2021              | Benevento              | A                      | 24         | 3          | CI              | 1               | 0               | -                  | -                  | -                  | -           | -           | -           | 25     | 3      |
| 2021-2022              | Benevento              | B                      | 34+3       | 1          | CI              | 1               | 0               | -                  | -                  | -                  | -           | -           | -           | 38     | 1      |
| 2022-2023              | Benevento              | B                      | 25         | 0          | CI              | 1               | 0               | -                  | -                  | -                  | -           | -           | -           | 26     | 0      |
| Totale Benevento       | Totale Benevento       | Totale Benevento       | 172+5      | 7          |                 | 6               | 0               |                    | -                  | -                  |             | -           | -           | 183    | 7      |
| 2023-2024              | Feralpisalò            | B                      | 23         | 0          | CI              | 0               | 0               | -                  | -                  | -                  | -           | -           | -           | 23     | 0      |
| 2024-gen. 2025         | Feralpisalò            | C                      | 7          | 0          | CI              | -               | -               | -                  | -                  | -                  | -           | -           | -           | 7      | 0      |
| Totale Feralpisalò     | Totale Feralpisalò     | Totale Feralpisalò     | 30         | 0          |                 | -               | -               |                    | -                  | -                  |             | -           | -           | 30     | 0      |
| gen.-giu. 2025         | Pescara                | C                      | 9+7        | 0+2        | CI-C            | 0               | 0               |                    | -                  | -                  |             | -           | -           | 16     | 2      |
| 2025-2026              | Pescara                | B                      | 0          | 0          | CI              | 1               | 0               |                    | -                  | -                  |             | -           | -           | 1      | 0      |
| Totale Pescara         | Totale Pescara         | Totale Pescara         | 16         | 2          |                 | 1               | 0               |                    | -                  | -                  |             | -           | -           | 17     | 2      |
| Totale carriera        | Totale carriera        | Totale carriera        | 513+22     | 14+5       |                 | 18              | 1               |                    | -                  | -                  |             | -           | -           | 550    | 19     |

## Palmarès

### Club

#### Competizioni nazionali
- Campionato italiano di Serie B: 2

Carpi: 2014-2015
Benevento: 2019-2020